# Nam Bộ

Đông Nam Bộ (màu tím) và Tây Nam Bộ (màu hồng)

Nam Bộ (hay còn gọi là miền Nam) là một trong 3 miền địa lý của Việt Nam (gồm Bắc Bộ, Trung Bộ và Nam Bộ). Phần lớn địa hình Nam Bộ là đồng bằng phù sa thuộc hệ thống sông Đồng Nai và sông Mekong, Nam Bộ được chia làm hai vùng là Đông Nam Bộ và Đồng bằng sông Cửu Long (hay còn gọi là Tây Nam Bộ, miền Tây). Với trung tâm là Thành phố Hồ Chí Minh và Cần Thơ. Từ thế kỷ 17, Nam Bộ là phần lãnh thổ mới nhất của Việt Nam trong quá trình Nam tiến và từng được gọi là Gia Định rồi Nam Kỳ (1832–1945). Năm 1945, nơi này được Đế quốc Việt Nam gọi là "Nam Bộ" và tên gọi này từ 1975 được tái sử dụng.
Thời Pháp thuộc, Nam Bộ là một xứ thuộc địa với tên gọi Nam Kỳ, vốn xuất hiện từ thời vua Minh Mạng của Nhà Nguyễn. Tên gọi Nam Bộ ra đời từ thời Đế quốc Việt Nam năm 1945. Nam Bộ còn được gọi là Nam Việt (1949-1954) và sau đấy là Nam Phần (1954-1975) thời Quốc gia Việt Nam và Việt Nam Cộng hòa.

## Địa lý

### Vị trí, địa hình

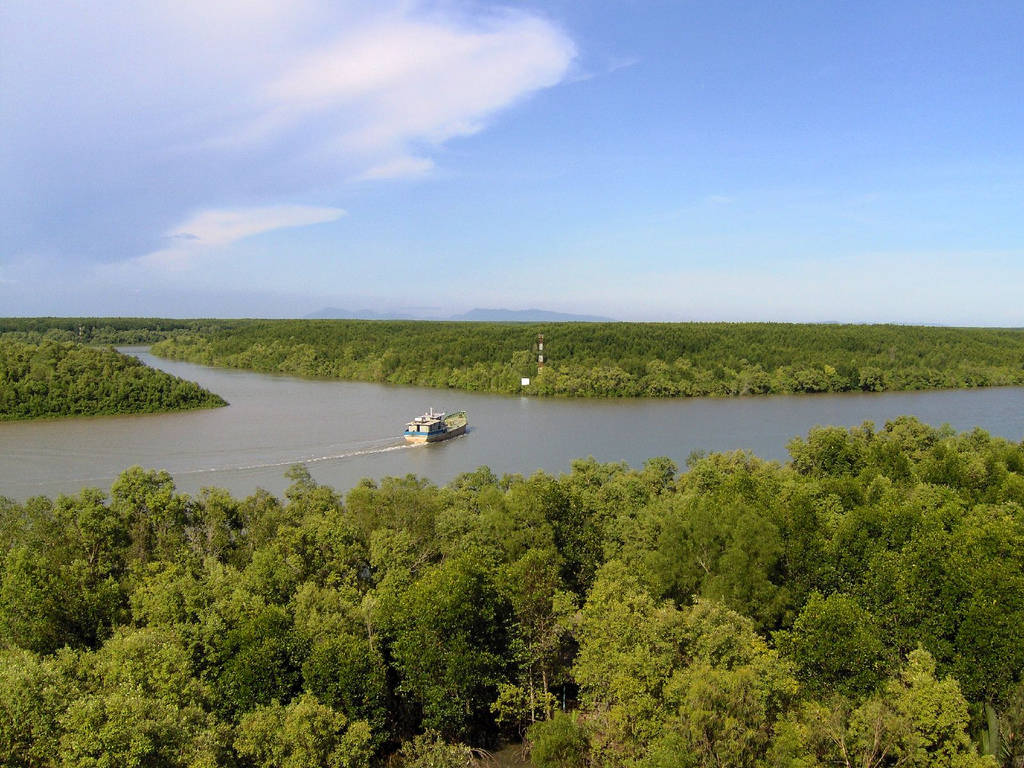
Khu sinh quyển Rừng Sác
Cần Giờ - Tp HCM

Địa hình trên toàn vùng Nam Bộ khá bằng phẳng, phía tây giáp Vịnh Thái Lan, phía đông và Đông Nam giáp biển Đông, phía bắc và Tây Bắc giáp Campuchia và phía đông bắc giáp với Duyên Hải Nam Trung Bộ và Tây Nguyên (miền Trung, Trung Bộ).
Đông Nam Bộ có độ cao từ 0–986m, có cấu tạo địa chất chủ yếu là đất đỏ bazan và đất phù sa cổ. Khu vực đồng bằng sông nước ở đây chiếm diện tích khoảng 6.130.000 ha cùng trên 4.000 kênh rạch với tổng chiều dài lên đến 5.700km.
Tây Nam Bộ có độ cao trung bình gần 2m, chủ yếu là miền đất của phù sa mới. Có một số núi thấp ở khu vực miền tây tỉnh An Giang, miền Tây tỉnh Kiên Giang và Campuchia.
Hai hệ thống sông lớn nhất trong vùng là sông Đồng Nai và sông Cửu Long. Ngược với dòng sông Đồng Nai có lượng phù sa thấp, dòng sông Cửu Long có lượng nước đổ về trung bình khoảng 4.000 tỷ m3 và hàng năm vận chuyển khoảng 100 triệu tấn phù sa, giữ vai trò rất quan trọng đối cho vùng Đồng bằng sông Cửu Long có diện tích 39.734km². Cho đến nay, Đồng bằng sông Cửu Long vẫn còn là một vùng đất thấp, độ cao trung bình so với mặt biển chỉ vào khoảng 5m. Một số khu vực như tứ giác Long Xuyên, Đồng Tháp Mười và phía tây sông Hậu đang tồn tại ở mức thấp hơn mặt biển, chính vì vậy mà hàng năm có tới 1 triệu ha bị ngâp nước mặn trong thời gian từ 2 đến 4 tháng. Các nhà nghiên cứu lịch sử về vùng đất này cho rằng, cách đây hàng triệu năm nơi này vốn là một vịnh lớn nhưng đã được bồi đắp dần bởi phù sa của sông Cửu Long.
Khu vực đồi núi chủ yếu tập trung ở vùng Đông Nam Bộ như núi Bà Rá (Bình Phước) cao 736m, núi Chứa Chan (Đồng Nai) cao 839m, núi Bao Quan (Bà Rịa – Vũng Tàu) cao 529m, núi Thị Vải (Bà Rịa – Vũng Tàu) cao 461m, núi Bà Đen (Tây Ninh) cao 986m – nóc nhà của miền Đông và Nam Bộ... Khu vực phía tây có dãy Thất Sơn (An Giang) với núi Cấm cao 716m – nóc nhà của miền Tây và dãy Hàm Ninh (Kiên Giang).

### Khí hậu
Nam Bộ nằm trong vùng đặc trưng của khí hậu nhiệt đới gió mùa và cận xích đạo, nền nhiệt ẩm phong phú, ánh nắng dồi dào, thời gian bức xạ dài, nhiệt độ và tổng tích ôn cao. Biên độ nhiệt ngày đêm giữa các tháng trong năm thấp và ôn hòa. Độ ẩm trung bình hàng năm khoảng từ 80–82% . Khí hậu hình thành trên hai mùa chủ yếu quanh năm là mùa khô và mùa mưa. Mùa mưa từ tháng 5 đến tháng 11, mùa khô từ tháng 12 tới tháng 4. Về mùa vụ sản xuất có khác với khu vực Đồng bằng Bắc Bộ. Lượng mưa hàng năm dao động từ 966–1325mm và góp trên 70–82% tổng lượng mưa trong suốt cả năm. Mưa phân bố không đều, giảm dần từ khu vực giáp ranh từ Thành phố Hồ Chí Minh xuống khu vực phía Tây và Tây Nam. Ở khu vực Đông Nam có lượng mưa thấp nhất. Khi xuất hiện cường độ mưa lớn xảy ra trên một số khu vực trong vùng, thường gây hiện tượng xói mòn ở những vùng gò cao. Khi mưa kết hợp với cường triều và lũ sẽ gây ngập úng, ảnh hưởng đến sản xuất và đời sống của dân cư trong vùng. Vì hiện tượng biến đổi khí hậu chung, vùng Đồng bằng Nam Bộ trong thời gian tới có thể bị tác động rất lớn do các nguồn nước ở các sông bị cạn kiệt, đặc biệt là sông Mê Kông. Theo các nhà khoa học thì tới năm 2070, sự thay đổi thời tiết trong vùng sẽ tác động đến nguồn nước của Đồng bằng sông Cửu Long, chủ yếu thông qua các dòng sông vừa và nhỏ, các dòng chảy bị giảm thiểu đi

## Lịch sử

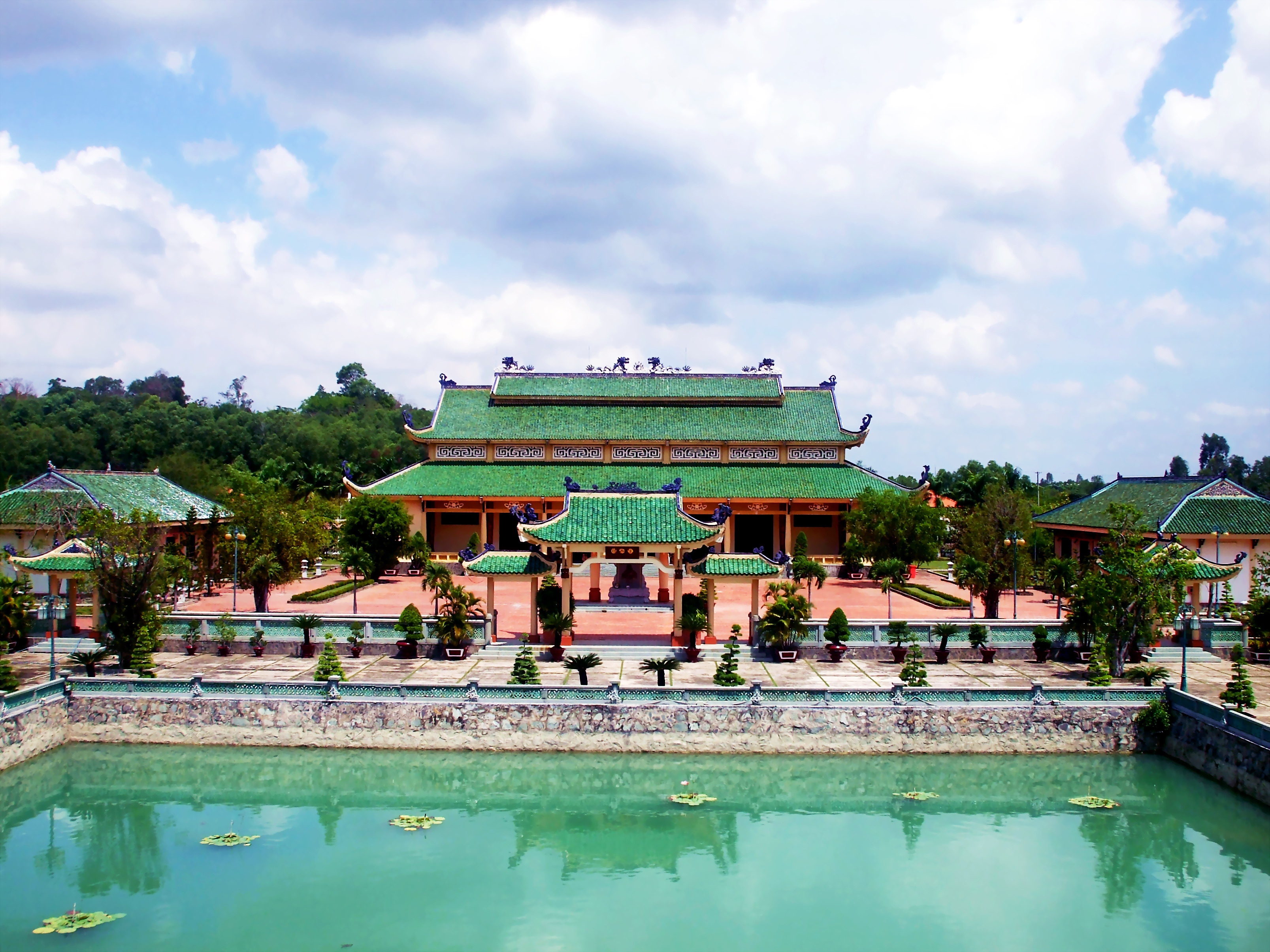
Văn miếu Trấn Biên
Biên Hòa, Đồng Nai

Trước kia đây là lãnh thổ của nước Phù Nam và Chân Lạp nhưng dân cư rất thưa thớt.
Năm 1623, chúa Nguyễn chính thức yêu cầu triều đình Chân Lạp để cho dân Việt mở rộng địa bàn khai phá trên những vùng đất thưa dân và để quản lý, chúa Nguyễn lập ở Prey Nokor (vùng Sài Gòn ngày nay) một trạm thu thuế và mở một dinh điền ở Mô Xoài. Vua Chân Lạp đã chấp thuận đề nghị này. Vào thời điểm đó, cư dân Việt đã có mặt ở hầu khắp miền Đông Nam Bộ và Sài Gòn.
Thời chúa Nguyễn và nhà Tây Sơn, vùng đất này là xứ Gia Định (Gia Định thành), mới được khai khẩn từ thế kỷ 17. Năm 1698, xứ Gia Định được chia thành 3 dinh: Phiên Trấn, Trấn Biên và Long Hồ.
Vua Gia Long (nhà Nguyễn) gọi vùng này là Gia Định Thành, bao gồm 5 trấn: Phiên An (địa hạt Gia Định), Biên Hòa, Vĩnh Thanh (tức là Vĩnh Long và An Giang), Định Tường và Hà Tiên.
Năm 1834, vua Minh Mạng gọi là Nam Kỳ (xem lịch sử Nam Kỳ)
Tháng 12 năm 1845, ba nước An Nam (Việt Nam), Xiêm (Thái Lan) và Cao Miên (Campuchia) đã ký một Hiệp ước, trong đó thừa nhận 6 tỉnh Nam Kỳ thuộc Việt Nam. Năm sau, triều Nguyễn và Xiêm lại ký một Hiệp ước có nhắc lại điều đó. Đây là Hiệp ước mà sau này Cao Miên cũng tham gia. Như vậy muộn nhất là đến năm 1845, các nước láng giềng với Việt Nam, trong đó có cả Campuchia đã ký các văn bản pháp lý chính thức công nhận vùng đất Nam Bộ là của Việt Nam.
Năm 1859, Pháp đánh chiếm thành Gia Định, mở đầu cuộc xâm lược đất Việt Nam.
Năm 1862, ngày 13 tháng 4, triều đình Huế cắt 3 tỉnh miền Đông Nam Kỳ (Biên Hòa, Gia Định và Định Tường) nhượng cho Pháp.
Năm 1867, Pháp đơn phương tuyên bố toàn bộ 6 tỉnh Nam Kỳ là lãnh địa của Pháp. Từ đó, Nam Kỳ được hưởng quy chế thuộc địa, với chính quyền thực dân, đứng đầu là một thống đốc người Pháp.
Hiệp ước Quý Mùi (25 tháng 8 năm 1883) nhập thêm tỉnh Bình Thuận vào Nam Kỳ (thuộc địa Pháp) coi như trừ số tiền bồi thường chiến phí còn lại mà triều đình Huế chưa trả hết, nhưng năm sau, Hiệp ước Giáp Thân (6 tháng 6 năm 1884) lại trả tỉnh Bình Thuận về cho Trung Kỳ.
Năm 1887, Nam Kỳ trở thành một vùng lãnh thổ nằm trong Liên bang Đông Dương. Năm 1933, quần đảo Trường Sa được sáp nhập vào Nam Kỳ thuộc Pháp.
Tháng 3 năm 1945 Thống sứ Nhật Nashimura đổi Nam Kỳ thành Nam Bộ.
Năm 1945, thời Đế quốc Việt Nam với chính phủ Trần Trọng Kim tuyên bố sáp nhập Nam Kỳ lại thành một bộ phận của nước Việt Nam. Sau khi Cách mạng tháng Tám nổ ra, Ủy ban Hành chính Lâm thời Nam Bộ đã ra mắt ngày 25 tháng 8 năm 1945 do Trần Văn Giàu làm Chủ tịch.
Thực dân Pháp nổ súng ở Sài Gòn ngày 23 tháng 9 năm 1945 rồi dần dần đánh rộng ra chiếm lại Nam Bộ. Chính phủ Nam Kỳ quốc được thành lập theo sự chỉ đạo của Pháp hòng tách Nam Bộ ra khỏi Việt Nam với tên Nam Kỳ Quốc.
Năm 1946, trước khi sang Pháp tìm kiếm một giải pháp hòa bình, chủ tịch Hồ Chí Minh đã viết thư gửi đồng bào Nam Bộ, ông khẳng định: "Đồng bào Nam Bộ là dân nước Việt Nam. Sông có thể cạn, núi có thể mòn, song chân lý đó không bao giờ thay đổi!"
Không đánh bại được Việt Minh, Pháp phải dùng "giải pháp Bảo Đại", thành lập chính phủ Quốc gia Việt Nam thuộc Pháp. Cuối cùng ngày 22 tháng 5 năm 1949, Quốc hội Pháp chính thức bỏ phiếu thông qua việc trả Nam Bộ cho Quốc gia Việt Nam. Nam Bộ trở thành lãnh thổ nằm trong Quốc gia Việt Nam.

### Các tỉnh Nam Bộ qua các thời kỳ

#### Thời nhà Nguyễn
Dưới thời vua Minh Mạng năm 1832 vùng này chia thành 6 tỉnh (do đó có tên gọi Nam Kỳ Lục tỉnh hay Lục tỉnh). Đó là các tỉnh: Phiên An, năm 1836 đổi thành Gia Định (tỉnh lỵ là tỉnh thành Sài Gòn), Biên Hòa (tỉnh lỵ là tỉnh thành Biên Hòa), Định Tường (tỉnh lỵ là tỉnh thành Mỹ Tho) ở miền Đông; Vĩnh Long (tỉnh lỵ là tỉnh thành Vĩnh Long), An Giang (tỉnh lỵ là tỉnh thành Châu Đốc) và Hà Tiên (tỉnh lỵ là tỉnh thành Hà Tiên) ở miền Tây.

#### Thời Pháp thuộc
Sau khi chiếm được Nam Kỳ mà họ gọi là Cochinchine, thực dân Pháp xóa bỏ cách phân chia địa giới hành chánh cũ của triều Nguyễn. Năm 1876, Pháp chia Nam Kỳ thành 4 khu vực hành chính lớn, mỗi khu vực lại được chia nhỏ thành "hạt" (arrondissement) còn gọi là "địa hạt", "hạt tham biện" hay "tiểu khu" do tham biện cai trị:
- Khu vực Sài Gòn có 5 tiểu khu: Tây Ninh, Thủ Dầu Một, Biên Hòa, Bà Rịa và Gia Định
- Khu vực Mỹ Tho có 4 tiểu khu: Mỹ Tho, Gò Công, Tân An và Chợ Lớn
- Khu vực Vĩnh Long có 4 tiểu khu: Vĩnh Long, Bến Tre, Trà Vinh và Sa Đéc
- Khu vực Bát Xắc (Ba Thắc) có 6 tiểu khu: Châu Đốc, Hà Tiên, Long Xuyên, Rạch Giá, Cần Thơ và Sóc Trăng

Sau khi đổi tên gọi "hạt" (arrondissement) thành "tỉnh" (province), từ 1/1/1900, Nam Kỳ có tất cả 20 tỉnh, phân bố như sau:
- Miền Đông có 4 tỉnh: Tây Ninh, Thủ Dầu Một, Biên Hòa và Bà Rịa.
- Miền Trung có 9 tỉnh: Gia Định, Chợ Lớn, Mỹ Tho, Gò Công, Tân An, Vĩnh Long, Bến Tre, Trà Vinh và Sa Đéc.
- Miền Tây có 7 tỉnh: Châu Đốc, Hà Tiên, Long Xuyên, Rạch Giá, Cần Thơ, Sóc Trăng và Bạc Liêu.

Ngoài ra còn có 3 thành phố Sài Gòn (cấp 1), Chợ Lớn (cấp 2), thành phố tự trị Cap Saint Jacques và Côn Đảo không thuộc tỉnh nào. Năm 1905, xóa bỏ thành phố Cap Saint Jacques (Vũng Tàu), chuyển thành địa lý hành chính thuộc tỉnh Bà Rịa.

#### Việt Nam Dân chủ Cộng hòa
Đối với chính quyền Việt Nam Dân chủ Cộng hòa kể từ năm 1946 thì Nam Bộ bao gồm 21 tỉnh thành trong tổng số 72 tỉnh thành của cả nước, gồm 20 tỉnh: Chợ Lớn, Gia Định, Bà Rịa, Biên Hòa, Thủ Dầu Một, Tây Ninh, Tân An, Mỹ Tho, Bến Tre, Vĩnh Long, Trà Vinh, Sa Đéc, Châu Đốc, Hà Tiên, Long Xuyên, Cần Thơ, Sóc Trăng, Gò Công, Rạch Giá, Bạc Liêu và thành phố Sài Gòn.
Ngày 12/10/1951, Ủy ban Kháng chiến Hành chính Nam Bộ (thuộc chính quyền Việt Nam Dân chủ Cộng hòa) chia Liên khu Nam Bộ thành 2 phân liên khu:
- Phân liên khu Miền Đông gồm 5 tỉnh: Gia Định Ninh (Gia Định + Tây Ninh), Thủ Biên (Thủ Dầu Một + Biên Hòa), Bà Rịa - Chợ Lớn, Mỹ Tho và Long Châu Sa.
- Phân liên khu Miền Tây gồm 6 tỉnh: Bến Tre, Vĩnh Trà (Vĩnh Long + Trà Vinh), Cần Thơ, Sóc Trăng, Bạc Liêu và Long Châu Hà.

#### Quốc gia Việt Nam và Việt Nam Cộng hòa
Trong khi đó với sự hình thành của Việt Nam Cộng hòa, theo Sắc lệnh 143-NV ngày 22 tháng 10 năm 1956 dưới nền Đệ Nhất Cộng hòa Việt Nam thì Nam phần (tức Nam Bộ) gồm 22 tỉnh và Đô thành Sài Gòn. Đó là các tỉnh Phước Long, Bình Long, Biên Hòa, Long Khánh, Bình Dương, Bình Tuy, Phước Tuy, Gia Định, Long An, Tây Ninh, Định Tường, Kiến Tường, Kiến Phong, Kiến Hòa, Trà Vinh (năm 1957 đổi tên là Vĩnh Bình), Vĩnh Long, An Giang, Phong Dinh, Kiên Giang, Ba Xuyên, An Xuyên và Côn Sơn.
Sau này lập thêm các tỉnh Phước Thành (1959-1965), Chương Thiện (1961), Gò Công (1963), Hậu Nghĩa (1963), Châu Đốc (1964), Bạc Liêu (1964), Sa Đéc (1966), bỏ tỉnh Côn Sơn (1965). Như vậy năm 1962, Nam phần có 24 tỉnh rồi tăng lên thành 27 tỉnh vào thời kỳ 1966-1975: Phước Long, Bình Long, Long Khánh, Biên Hòa, Bình Dương, Bình Tuy, Phước Tuy, Gia Định và thủ đô (Sài Gòn), Hậu Nghĩa, Long An, Tây Ninh, Gò Công, Định Tường, Kiến Tường, Kiến Phong, Sa Đéc, Kiến Hòa, Vĩnh Bình, Vĩnh Long, Châu Đốc, An Giang, Phong Dinh, Chương Thiện, Ba Xuyên, Bạc Liêu, Kiên Giang, An Xuyên. Tỉnh Bình Tuy sau này nhập vào tỉnh Thuận Hải, nay là một phần của tỉnh Bình Thuận thuộc Trung Bộ.
Các tỉnh Nam phần của Việt Nam Cộng hòa thuộc Quân khu III và IV.

#### Cộng hòa Xã hội Chủ nghĩa Việt Nam
Sau khi đất nước thống nhất ngày 30/4/1975, chế độ cũ Việt Nam Cộng hòa bị xóa bỏ và Chính phủ Cách mạng lâm thời Cộng hòa miền Nam Việt Nam quản lý toàn miền Nam. Chính phủ mới chia Nam Bộ thành 13 tỉnh thành trong tổng số 38 tỉnh thành của cả nước: Sông Bé, Tây Ninh, Đồng Nai, Long An, Đồng Tháp, An Giang, Tiền Giang, Hậu Giang, Kiên Giang, Bến Tre, Cửu Long, Minh Hải và thành phố Sài Gòn - Gia Định (trong giai đoạn này thành phố Sài Gòn, tỉnh Gia Định cũ và 2 quận Củ Chi và Phú Hòa kế cận dưới thời Việt Nam Cộng hòa được hợp nhất thành một đơn vị hành chính gọi là thành phố Sài Gòn - Gia Định).
Ngày 2 tháng 7 năm 1976, Quốc hội đầu tiên của nước Việt Nam thống nhất quyết định đổi tên nước Việt Nam Dân chủ Cộng hòa thành nước Cộng hòa Xã hội Chủ nghĩa Việt Nam, đồng thời đổi tên thành phố Sài Gòn – Gia Định thành thành phố Hồ Chí Minh, theo tên của nhà lãnh đạo, lãnh tụ Cộng sản và Chủ tịch nước Việt Nam Dân chủ Cộng hòa đầu tiên.
Năm 1979, thành lập đặc khu Vũng Tàu – Côn Đảo, tương đương cấp tỉnh. Do đó thời kỳ 1979–1991, Nam Bộ có 13 tỉnh thành và 1 đặc khu trong tổng số 39 tỉnh thành và 1 đặc khu của cả nước.
Từ năm 1991, với việc tỉnh Cửu Long tách ra thành 2 tỉnh Vĩnh Long và Trà Vinh và Đặc khu Vũng Tàu – Côn Đảo trở thành tỉnh Bà Rịa - Vũng Tàu thì Nam Bộ có 15 tỉnh thành trong tổng số 53 tỉnh thành của cả nước.
Từ năm 1997, với việc tỉnh Sông Bé tách ra thành 2 tỉnh Bình Dương và Bình Phước, tỉnh Hậu Giang tách ra thành 2 tỉnh Cần Thơ và Sóc Trăng, tỉnh Minh Hải tách ra thành 2 tỉnh Bạc Liêu và Cà Mau thì Nam Bộ có 18 tỉnh thành trong tổng số 61 tỉnh thành của cả nước.
Từ năm 2004, tỉnh Cần Thơ tách ra thành thành phố TW Cần Thơ và tỉnh Hậu Giang nên Nam Bộ có 19 tỉnh thành trong tổng số 63 tỉnh thành của cả nước.

## Các đơn vị hành chính

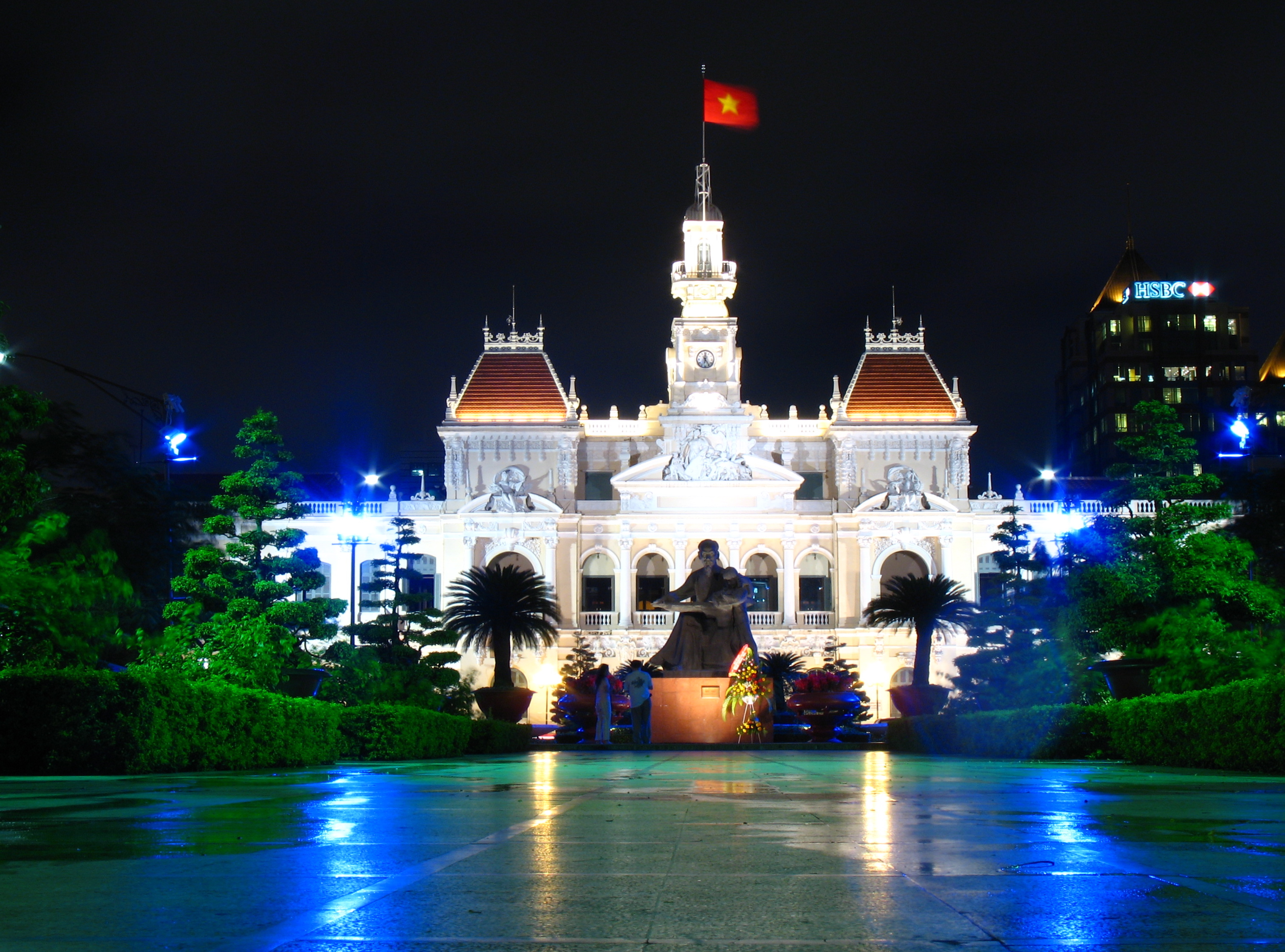
Trụ sở UBND Tp HCM

Nam Bộ có 8 tỉnh và thành phố được chia làm 2 tiểu vùng:
- Đông Nam Bộ gồm có 2 tỉnh và 1 thành phố
- Đồng bằng sông Cửu Long (còn gọi là Tây Nam Bộ) gồm có 4 tỉnh và 1 thành phố

## Danh sách các tỉnh thành thuộc Nam Bộ
- Mục dân số và diện tích ghi theo số liệu của Tổng cục Thống kê Việt Nam trên trang Wikipedia của các tỉnh thành Việt Nam.

| STT                                            | Tỉnh, thành phố   | Thủ phủ                        | Thành phố | Thị xã | Quận | Huyện     | Dân số (người) | Diện tích (km²) | Mật độ (km²) | Biển số xe | Mã vùng ĐT |
| ---------------------------------------------- | ----------------- | ------------------------------ | --------- | ------ | ---- | --------- | -------------- | --------------- | ------------ | ---------- | ---------- |
| Đông Nam Bộ (Miền Đông)                        |                   |                                |           |        |      |           |                |                 |              |            |            |
| 1                                              | Hồ Chí Minh       | Quận 01, Quận 03               | 1         | 0      | 16   | 5         | 8.993.082      | 2.061,2         | 4.363        | 41, 50–59  | 28         |
| 2                                              | Bà Rịa – Vũng Tàu | Bà Rịa                         | 2         | 1      |      | 5         | 1.148.313      | 1.980,8         | 580          | 72         | 254        |
| 3                                              | Bình Dương        | Thủ Dầu Một                    | 4         | 1      | 4    | 2.627.195 | 2.694,7        | 975             | 61           | 274        |            |
| 4                                              | Bình Phước        | Đồng Xoài                      | 1         | 2      | 8    | 1.011.100 | 6.880,6        | 147             | 93           | 271        |            |
| 5                                              | Đồng Nai          | Biên Hòa                       | 2         |        |      | 9         | 3.097.107      | 5.905,7         | 524          | 39, 60     | 251        |
| 6                                              | Tây Ninh          | Tây Ninh                       | 1         | 2      |      | 6         | 1.178.320      | 4.041,4         | 292          | 70         | 276        |
| Tây Nam Bộ (Đồng bằng sông Cửu Long, Miền Tây) |                   |                                |           |        |      |           |                |                 |              |            |            |
| 1                                              | Cần Thơ           | Quận Ninh Kiều, Quận Bình Thủy |           |        | 5    | 4         | 1.250.792      | 1.438,96        | 869          | 65         | 292        |
| 2                                              | An Giang          | Long Xuyên                     | 2         | 2      |      | 7         | 1.904.532      | 3.536,93        | 539          | 67         | 296        |
| 3                                              | Bạc Liêu          | Bạc Liêu                       | 1         | 1      | 5    | 918.207   | 2.669          | 344             | 94           | 291        |            |
| 4                                              | Bến Tre           | Bến Tre                        | 1         |        |      | 8         | 1.288.463      | 2.394           | 538          | 71         | 275        |
| 5                                              | Long An           | Tân An                         | 1         | 1      |      | 13        | 1.763.754      | 4.494,93        | 392          | 62         | 272        |
| 6                                              | Cà Mau            | Cà Mau                         | 1         |        |      | 8         | 1.193.894      | 5.221.19        | 228          | 69         | 290        |
| 7                                              | Sóc Trăng         | Sóc Trăng                      | 1         | 2      |      | 8         | 1.195.741      | 3.311,87        | 361          | 83         | 299        |
| 8                                              | Hậu Giang         | Vị Thanh                       | 2         | 1      | 5    | 726.792   | 1.621,7        | 448             | 95           | 293        |            |
| 9                                              | Trà Vinh          | Trà Vinh                       | 1         | 1      | 7    | 1.009.168 | 2.358,2        | 428             | 84           | 294        |            |
| 10                                             | Đồng Tháp         | Cao Lãnh                       | 3         |        |      | 9         | 1.693.300      | 3.383,8         | 500          | 66         | 277        |
| 11                                             | Vĩnh Long         | Vĩnh Long                      | 1         | 1      |      | 6         | 1.022.791      | 1.525,6         | 670          | 64         | 270        |
| 12                                             | Kiên Giang        | Rạch Giá                       | 3         |        |      | 12        | 2.109.000      | 6.348,53        | 332          | 68         | 297        |
| 13                                             | Tiền Giang        | Mỹ Tho                         | 1         | 2      |      | 8         | 1.772.785      | 2.510,6         | 706          | 63         | 273        |
| Tổng cộng                                      | 19 tỉnh thành     | –                              | 28        | 17     | 21   | 138       | 36.714.336     | 64.682,71       | 567,606      | –          | –          |

## Văn hoá

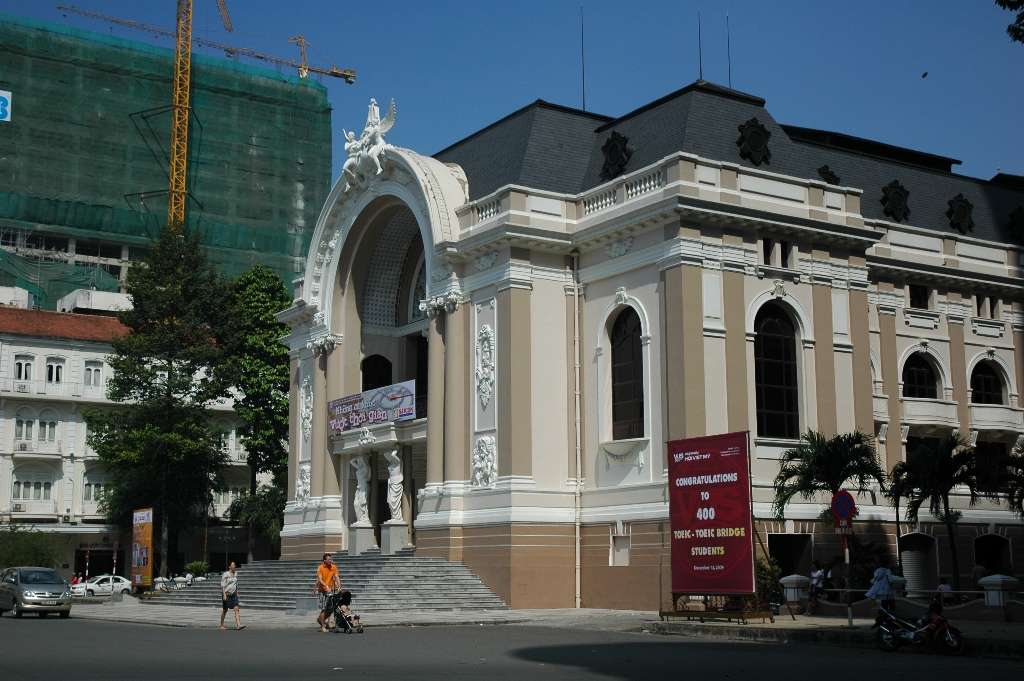
Nhà hát Thành phố Hồ Chí Minh

Có thể nhìn nhận khởi điểm lịch sử văn hóa Nam Bộ được tính mốc là năm 1623 khi vua Chân Lạp cho chúa Nguyễn di dân Việt đến định cư ở Prey Kôr (Thành phố Hồ Chí Minh hiện nay). Vùng đất Nam Bộ bấy giờ chỉ là một vùng hoang dại với hệ thống đất đai trũng, úng, sình lầy và sông rạch chằng chịt. Bắt đầu từ các cửa biển Cần Giờ, Soài Rạp, Cửa Tiểu, Cửa Đại trở vào. Cuối thế kỷ XVII, chúa Nguyễn tiếp nhận một đoàn người Hoa đến quy thuận và cho họ đến khai phá và định cư ở Biên Hoà – Đồng Nai. Tiếp đó mộ dân từ Quảng Bình vào và chia đặt doanh, huyện, lập hộ tịch. Như vậy, phải gần một thế kỷ sau Nam Bộ mới bước đầu được định hình một vùng văn hóa. Một nền văn hoá vùng miền hình thành qua thời gian một thế kỷ không phải là dài và khi người Việt đến vùng đất mới mang theo hành trang với vốn văn hóa đúc kết hàng ngàn năm của dân tộc Việt đã góp phần tạo nên nền tảng của hệ giá trị văn hóa Nam Bộ. Những giá trị trải qua quá trình tương tác với môi trường tự nhiên và xã hội trong lịch sử, dần tạo nên những giá trị của nền văn hóa Nam Bộ như hiện nay.
Đất Nam Bộ còn là một vựa lúa chính, đồng thời là vựa trái cây nổi tiếng với đủ các chủng loại hoa quả miền nhiệt đới. Từ chôm chôm, vú sữa, măng cụt, sầu riêng cho đến mít, chuối, xoài, ổi, nhãn, cam, quýt,... Mỗi địa phương đều có bảo tồn loại sản vật riêng, đa dạng và phong phú. Với ưu thế sông ngòi, kênh rạch chằng chịt và bưng biền ngập nước mênh mông là nơi sinh sống lý tưởng của rắn, rết, cá sấu, rùa, ba ba, tôm, cá, cua, còng... và cả các loại chim chóc nữa. Nam Bộ tập trung nhiều món ăn ngon, nhiều sản vật lạ từ lâu đã đi vào kho tàng văn học dân gian.
Nam Bộ vừa có bề dày tiến trình lịch sử văn hóa lại vừa là vùng đất giàu sức trẻ do các tộc người ở đây đang dày công xây dựng nên. Từ vị thế địa lý, văn hóa Nam Bộ, đang giúp trở thành trung tâm của quá trình tiếp biến văn hóa, phần nào tạo cho vùng có những nét đặc thù, diện mạo mới đối với các vùng văn hóa khác ở Việt Nam. Hệ giá trị văn hóa Nam Bộ là truyền thống văn hóa dân tộc và những giá trị cốt lõi hình thành phong cách văn hóa riêng vùng. Tính mở của một vùng đất mới làm nên tính năng động, nhạy bén, dám nghĩ, dám làm của người dân Nam Bộ. Tính mở là cơ sở cho việc tiếp nhận và tiếp biến thành công nhiều giá trị văn hóa cao và hiện nay có thêm nền văn minh hiện đại.

## Kinh tế

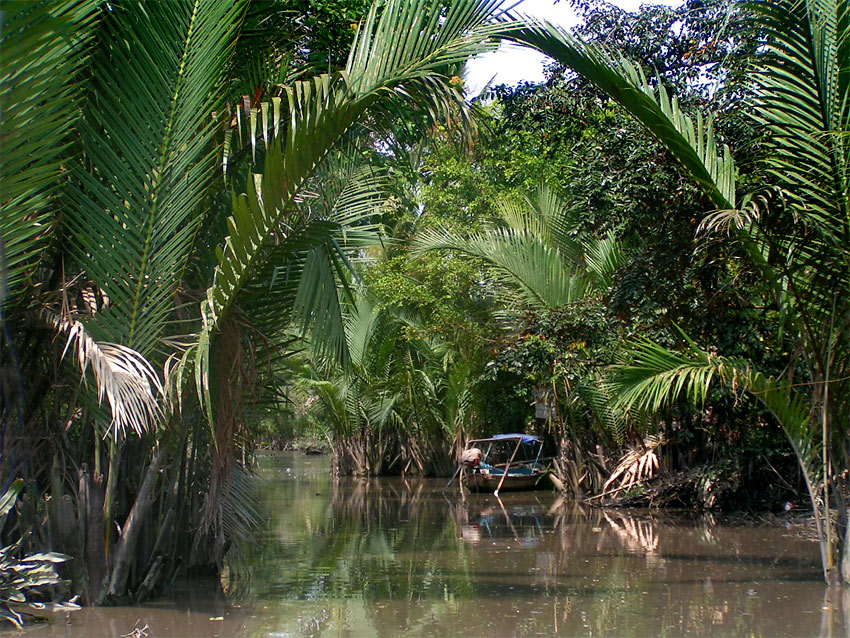
Một con rạch nhỏ
ở miền Tây Nam Bộ

Từ thế kỷ XVII, các chúa Nguyễn đã tổ chức các đơn vị hành chính, sắp đặt quan cai trị, lập sổ sách quản lý dân đinh, ruộng đất và định ra các loại thuế. Từ đó, về cơ bản tổ chức hành chính và kinh tế trên vùng đất Nam Bộ đã được kiện toàn.
Dưới thời nhà nước Phù Nam, cư dân của quốc gia có truyền thống hàng hải và thương mại phát triển, Vương quốc Phù Nam có hải cảng giao thương với nước ngoài ở Óc Eo (gần núi Ba Thê – An Giang ngày nay). Phù Nam có quan hệ buôn thương với nhiều khu vực lân cận, mở rộng đến cả Trung Hoa, Ấn Độ và Địa Trung Hải. Những hiện vật phát hiện được rất nhiều từ thế kỉ thứ XIX đến nay ở các địa phương vùng Tây Nam Bộ đã chứng tỏ truyền thống hàng hải và thương mại của Phù Nam phát triển rất mạnh mẽ. Về phía biên giới Tây - Nam, Triều Nguyễn tiếp tục thực hiện bằng chính sách của Nguyễn Ánh nửa sau thế kỷ 18. Luồng buôn bán, giao thương qua hai đường chính là cửa khẩu Châu Đốc và đường biển Hà Tiên. Trong thế kỷ 18 và 19, Châu Đốc là vùng biên thuỳ quan trọng ở tuyến biên giới Tây – Nam, nơi đây từng được coi là "phong vũ biểu" không chỉ trong mối quan hệ bang giao giữa Đàng Trong với Chân Lạp, mà nó còn là "hàn thử biểu" của mối giao thương Gia Định – Nam Vang. Do đó, con đường buôn bán Gia Định - Nam Vang không chỉ có tác động đến sự phát triển kinh tế của vùng đất này, mà còn ảnh hưởng đến tình hình chính trị, xã hội, giao lưu văn hoá của các cộng đồng cư dân trong khu vực.

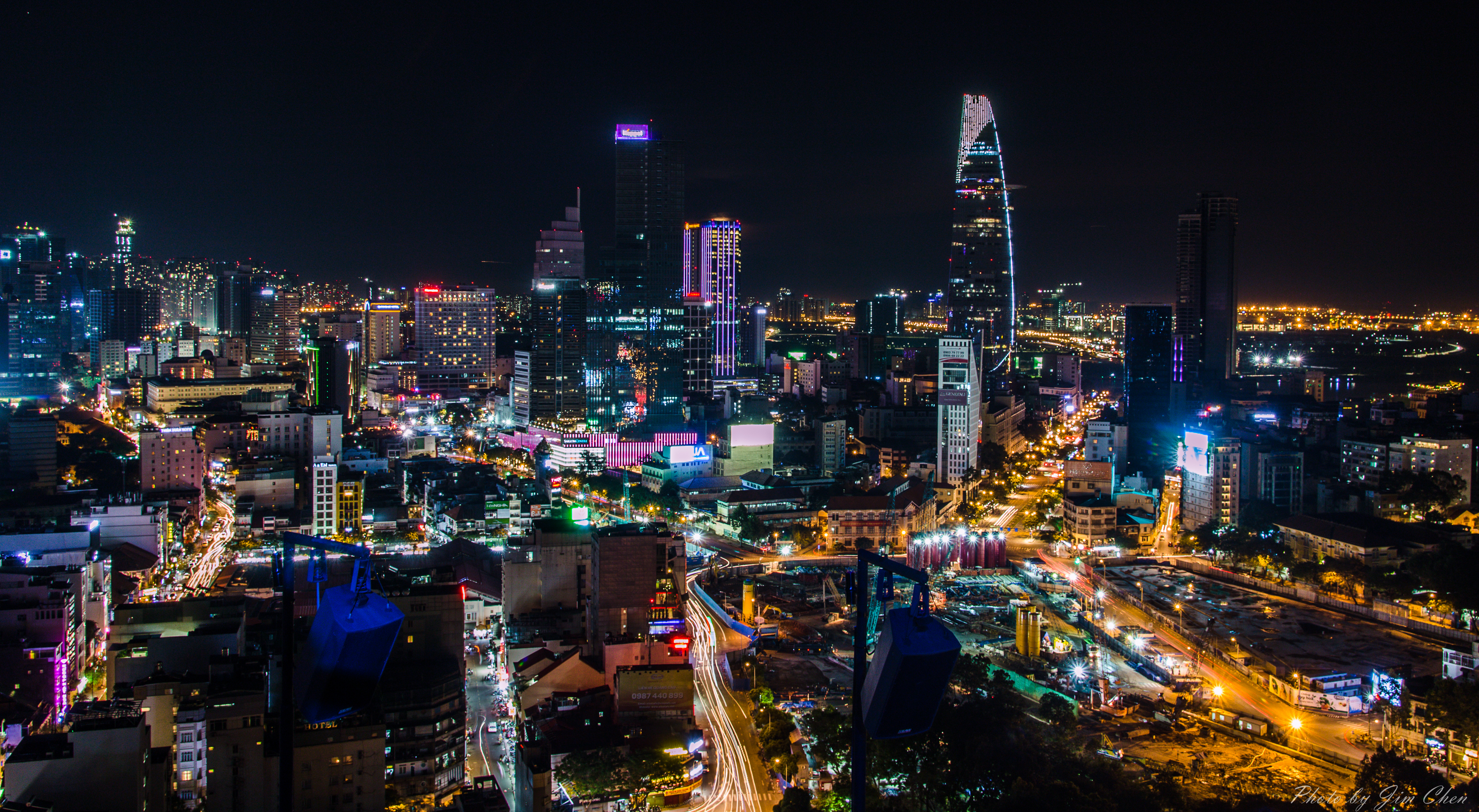
Một góc Sài Gòn, trung tâm kinh tế của Nam Bộ, và của đất nước.

Hiện nay bộ mặt kinh tế của Nam Bộ đã hoàn toàn khác xưa. Trở thành một trong những vùng kinh tế trọng điểm của cả nước. Được tập trung ở những tỉnh và thành phố: Thành phố Hồ Chí Minh, Bình Dương, Đồng Nai, Bà Rịa - Vũng Tàu, Bình Phước, Tây Ninh, Long An và Tiền Giang. Vùng kinh tế có nhiều tiềm năng, lợi thế, năng động, sáng tạo, duy trì tốc độ tăng trưởng cao, tạo động lực phát triển kinh tế chung của Việt Nam. Với giải pháp cho đầu tư phát triển kinh tế – xã hội, là khai thác hiệu quả tiềm năng và lợi thế của toàn vùng để phát triển ổn định và bền vững, là cầu nối để hội nhập, hợp tác kinh tế với các nước trong khu vực. Có mức tăng trưởng kinh tế trung bình là 12,6%/năm, chiếm 60% sản xuất công nghiệp của đất nước theo giá trị, 70 % của doanh thu xuất khẩu của cả nước và 40% của tổng sản phẩm nội địa của đất nước (GDP). Thu nhập đầu người bên trong khu vực này là 31,4 triệu VNĐ/năm.

## Danh lam thắng cảnh
- Chợ Bến Thành: Nằm ở trung tâm thành phố. Khởi công xây dựng từ năm 1912 và khánh thành năm 1914. Năm 1985, Ủy ban Nhân dân Thành phố Hồ Chí Minh và Ủy ban Nhân dân Quận 01 cho chỉnh trang, sửa chữa lớn. Hiện nay có khoảng 3.000 hộ kinh doanh trong chợ. Hình ảnh chợ Bến Thành được dùng làm biểu tượng cho Quận 1.
- Chợ Lớn: Khu mua bán sầm uất nhất thành phố, với rất đông người dân tộc Hoa sinh sống.
- Địa đạo Củ Chi: Thuộc xã Phú Mỹ Hưng, huyện Củ Chi, cách trung tâm TP. Hồ Chí Minh 70km về phía tây bắc. Địa đạo này là một kỳ quan rộng lớn và dài 250km. Đường hầm sâu dưới đất từ 3–8m. Hệ thống địa đạo gồm 3 tầng. Tầng một cách mặt đất 3m, tầng 2 cách mặt đất 5m, tầng 3 cách mặt đất 8–10m.
- Vũng Tàu: Là một trung tâm du lịch lớn. Bao gồm sự kết hợp hài hoà giữa quần thể thiên nhiên biển, núi và kiến trúc đô thị cùng các công trình như tượng đài, chùa chiền, nhà thờ, thánh thất...
- Khu sinh thái Bình Châu – Hồ Cốc: tỉnh Bà Rịa – Vũng Tàu, cách Thành phố Hồ Chí Minh 150km. Bình Châu cùng với rừng ngập mặn Vàm Sát đã được Tổ chức Du lịch Thế giới (WTO) công nhận là hai trong 65 "Khu du lịch sinh thái bền vững nhất trên thế giới".
- Toà Thánh Tây Ninh: Được xây dựng vào năm 1935, thuộc địa bàn phường Long Hoa, thị xã Hòa Thành, tỉnh Tây Ninh. Có diện tích 12km². Được xem là một trong những Thánh địa tôn giáo lớn nhất thế giới[cần dẫn nguồn]. Là nơi đặt trung ương giáo hội của Hội Thánh Đại Đạo Tam Kỳ Phổ Độ Tòa Thánh Tây Ninh.
- Cù Lao An Bình và Bình Hòa Phước: Nằm giữa sông Tiền, gồm 4 xã: An Bình, Bình Hoà Phước, Hoà Ninh, Đồng Phú, thuộc huyện Long Hồ, tỉnh Vĩnh Long. Cù lao rộng khoảng 60km2, đất đai màu mỡ và trù phú, khu vực này có nhiều cây ăn trái như: chôm chôm, xoài, nhãn, sầu riêng...
- Văn Thánh Miếu Vĩnh Long: Văn thánh miếu này cùng với Văn Thánh miếu Biên Hòa (Đồng Nai), Văn Thánh miếu Gia Định, là ba Văn Thánh miếu của vùng đất Nam Bộ có từ thế kỷ 19 được xây dựng nhằm đề cao Nho giáo.
- Làng Hoa Sa Đéc: Làng hoa Sa Đéc có vị trí nằm bên bờ sông Tiền thuộc tỉnh Đồng Tháp, khởi nguyên ban đầu là một Làng hoa Tân Quy Đông, một làng nghề truyền thống hơn 100 năm tuổi.
- Chùa Kiến An Cung (hay còn gọi là chùa Ông Quách): tọa lạc ngay trung tâm thành phố Sa Đéc, có niên đại trên trăm năm tuổi, là một công trình kiến trúc tiêu biểu của văn hoá Trung Hoa và là một trong những điểm du lịch của Đồng Tháp thu hút đông đảo khách đến tham quan. Công trình này đã được công nhận là di tích lịch sử quốc gia năm 1990.
- Chợ nổi Ngã Bảy: Thuộc thành phố Ngã Bảy, tỉnh Hậu Giang, là một chợ trên sông nổi tiếng của khu vực miền Tây Nam Bộ. Chợ chuyên bán các loại trái cây và nông thổ sản.
- Vườn Quốc gia Tràm Chim: Thuộc huyện Tam Nông, tỉnh Đồng Tháp, có diện tích khoảng 7.588ha. Với hệ sinh vật phong phú đa dạng, là nơi sinh sống của nhiều loài động thực vật, trong đó có nhiều loài chim quý hiếm trên thế giới.
- Chùa Tây An: Thuộc xã Vĩnh Tế, thành phố Châu Đốc, tỉnh An Giang, do một vị quan triều Nguyễn đời Thiệu Trị (1847) là Tổng đốc Doãn Uẩn chỉ đạo xây dựng. Ngôi chùa có kiến trúc hài hoà với cảnh trí thiên nhiên, vẻ đẹp lộng lẫy.
- Hà Tiên: Là một thành phố biên giới, tỉnh Kiên Giang. Hà Tiên được hình thành cách đây gần 300 năm có tên tuổi gắn liền với dòng họ Mạc. Là nơi hội tụ của nhiều danh lam thắng cảnh, thiên nhiên hoang sơ, quyến rũ.
- Côn Đảo: Thuộc tỉnh Bà Rịa – Vũng Tàu, cách thành phố Vũng Tàu 180 km. Bao gồm 14 đảo lớn, nhỏ, có địa thế hùng vĩ, có nhiều phong cảnh và bãi biển đẹp cùng với di tích nhà tù nổi tiếng.
- Đảo Phú Quốc: Nằm trong vịnh Thái Lan, thuộc thành phố Phú Quốc, tỉnh Kiên Giang. Bao gồm 22 hòn đảo lớn nhỏ, trong đó đảo Phú Quốc lớn nhất có diện tích 573km², dài 50km, nơi rộng nhất 25km. Ngoài đồi núi, đảo còn có đồng bằng, rừng tự nhiên.
- etc...

## Một số hình ảnh

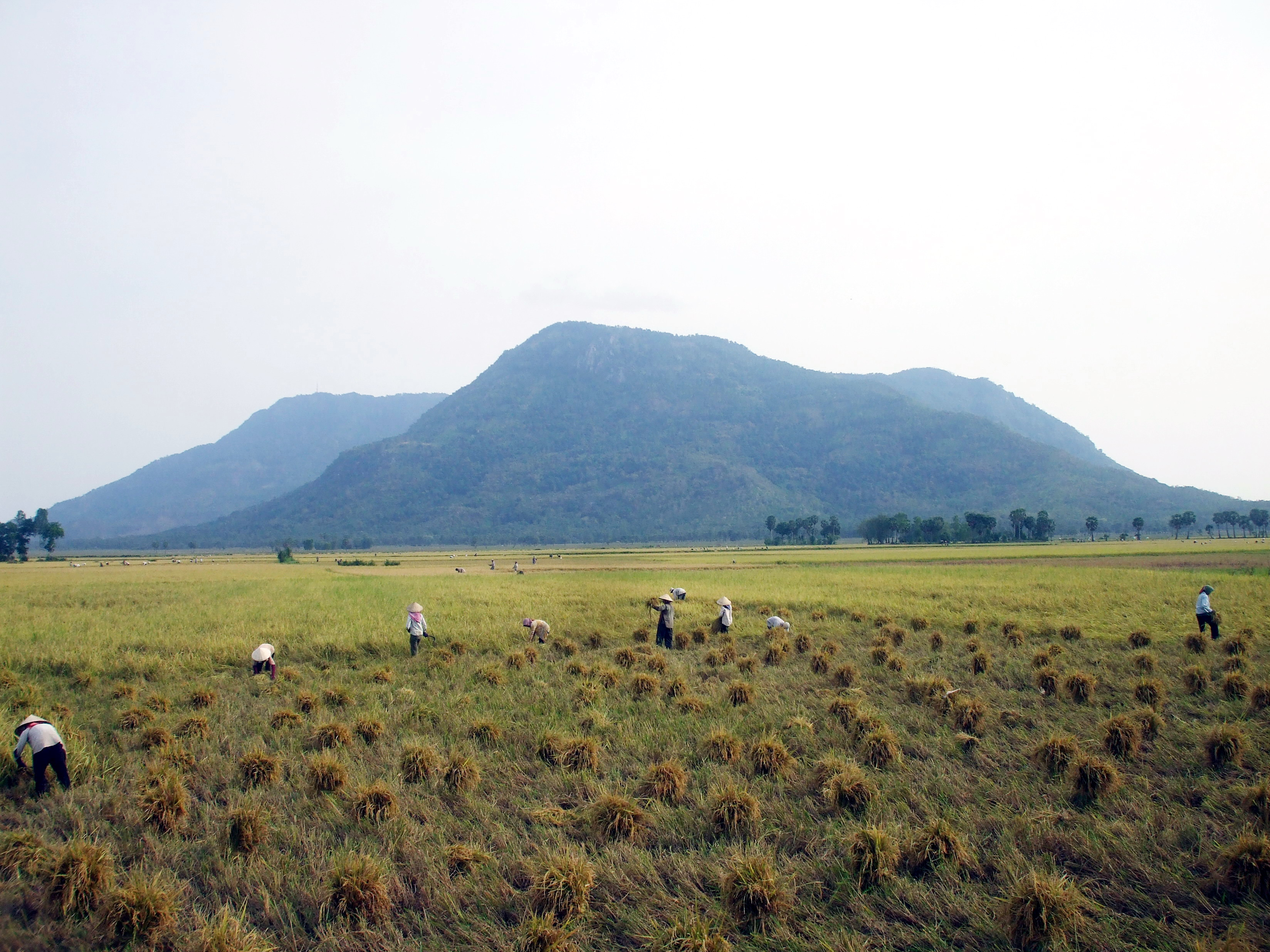
Cánh đồng ở Bảy Núi An Giang
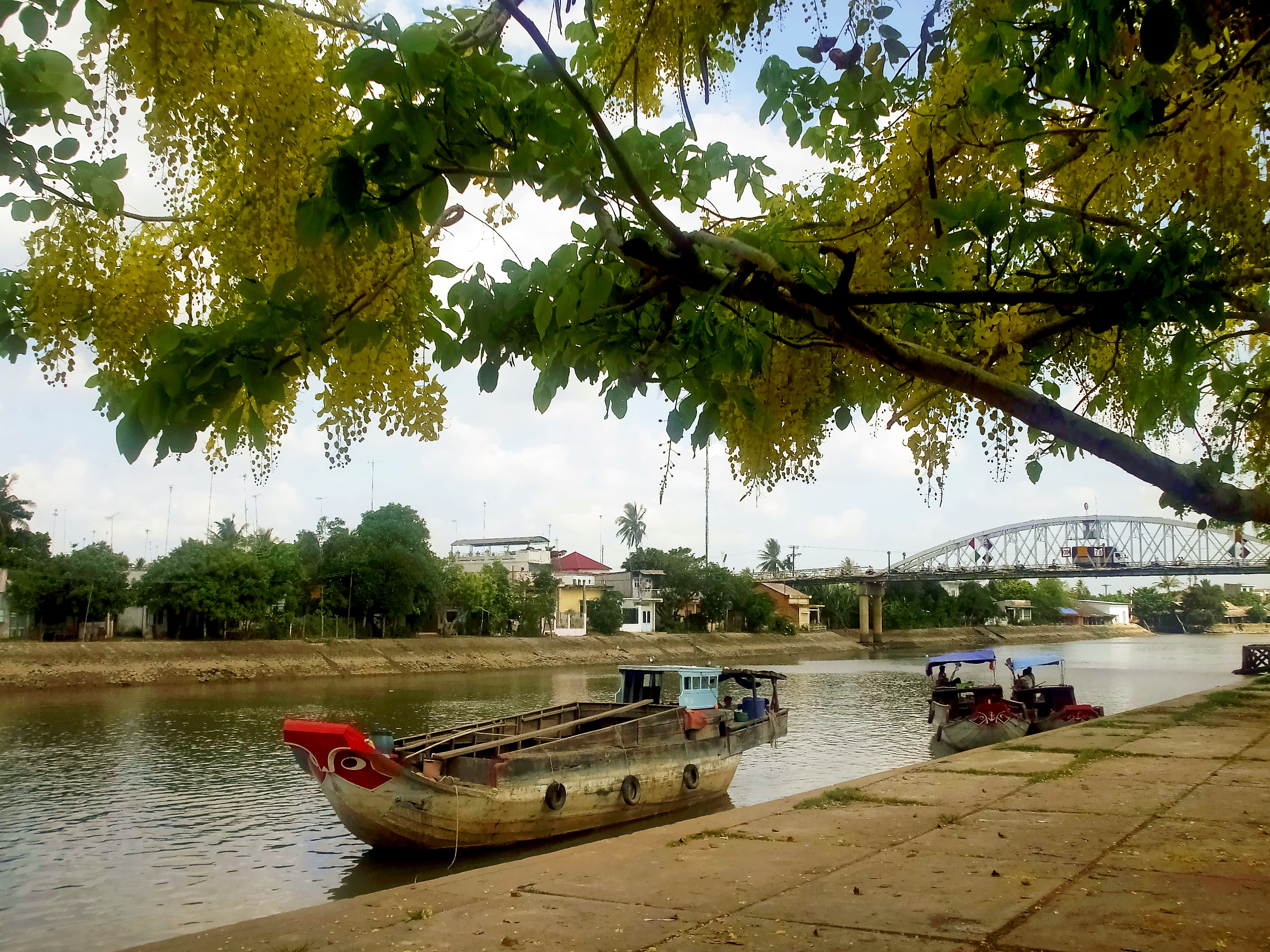
Kênh chợ Lách ở Bến Tre
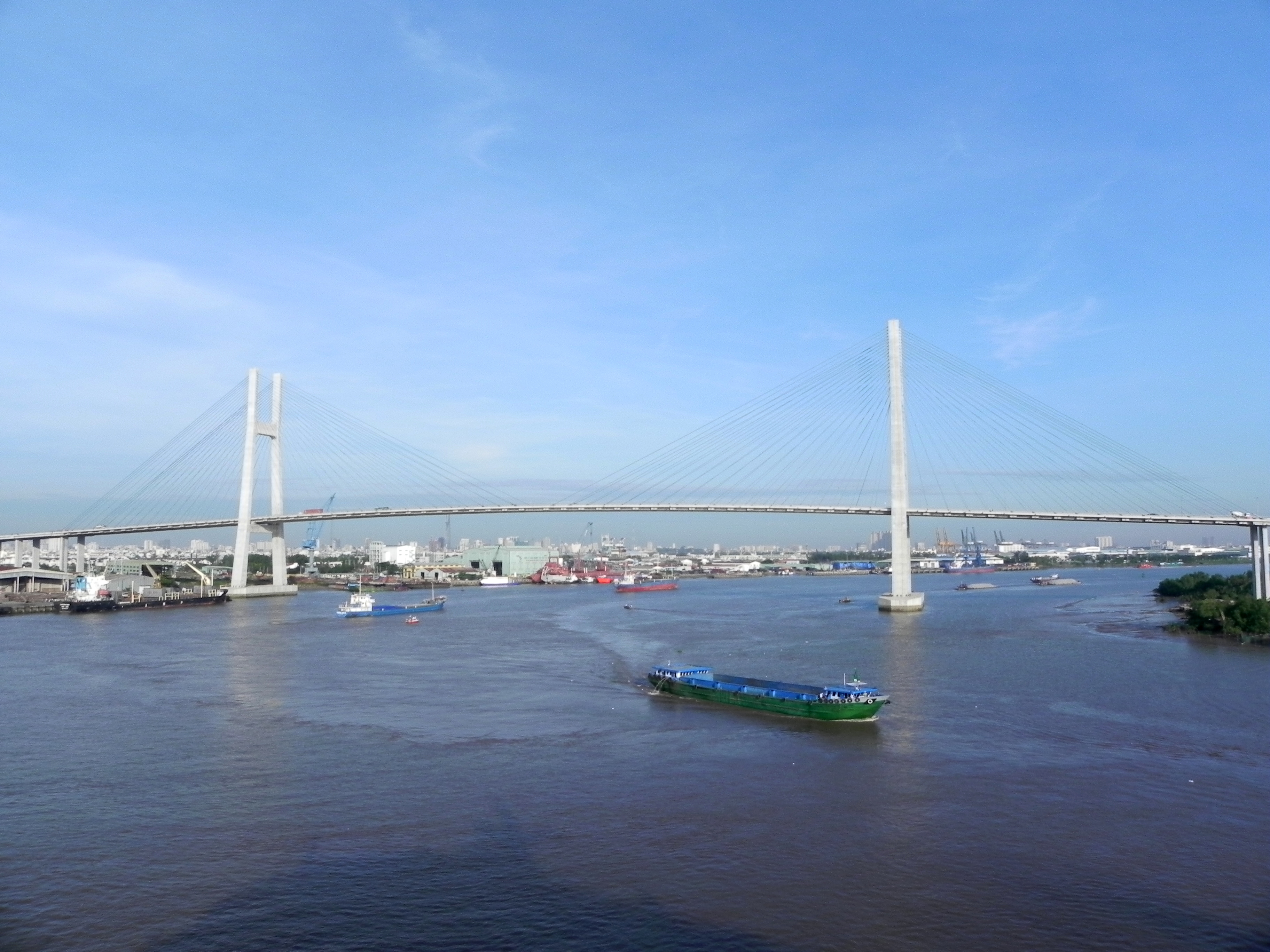
Cầu Phú Mỹ qua sông Sài Gòn
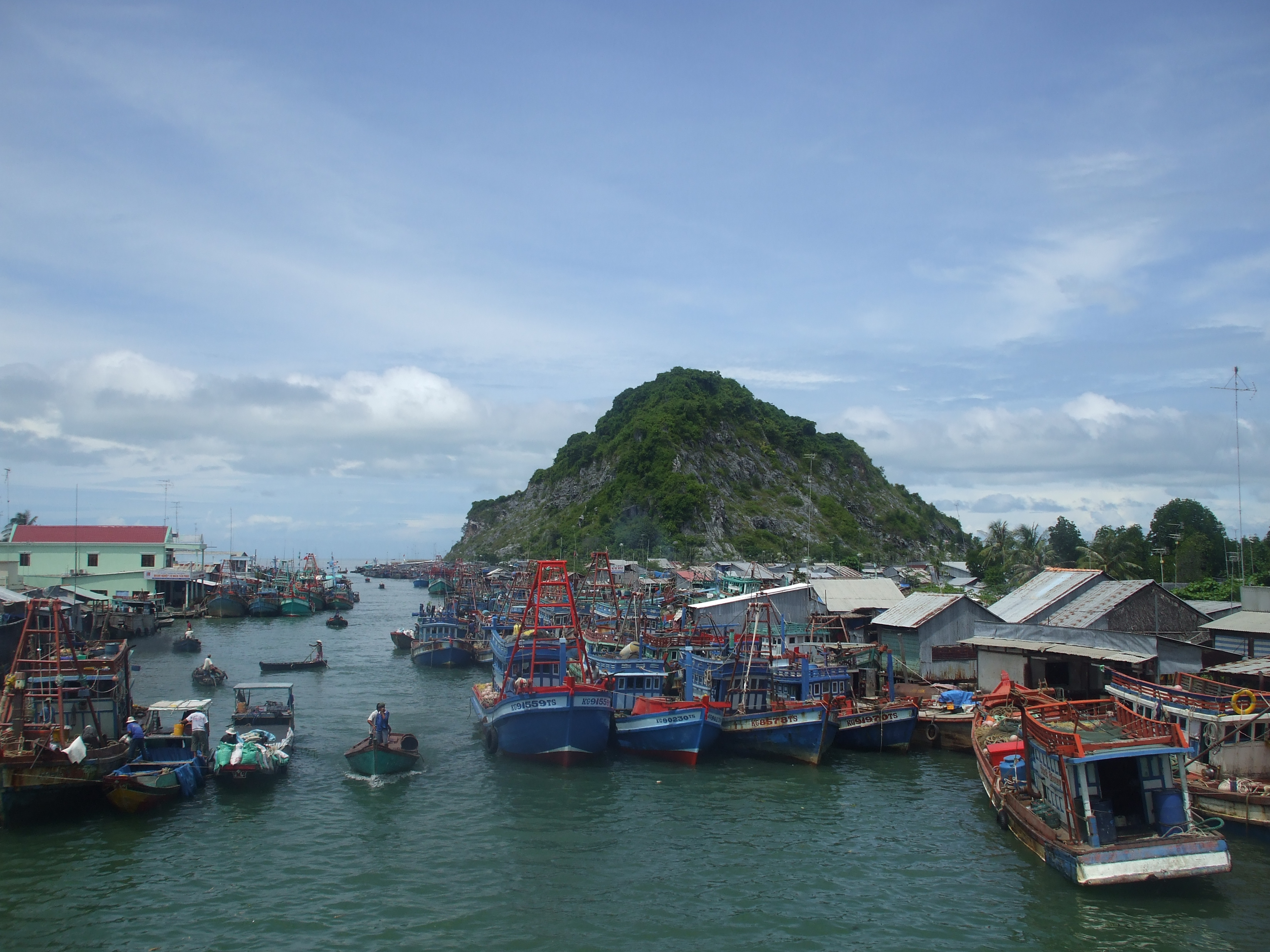
Bến cá Ba Hòn ở Hà Tiên, Kiên Giang
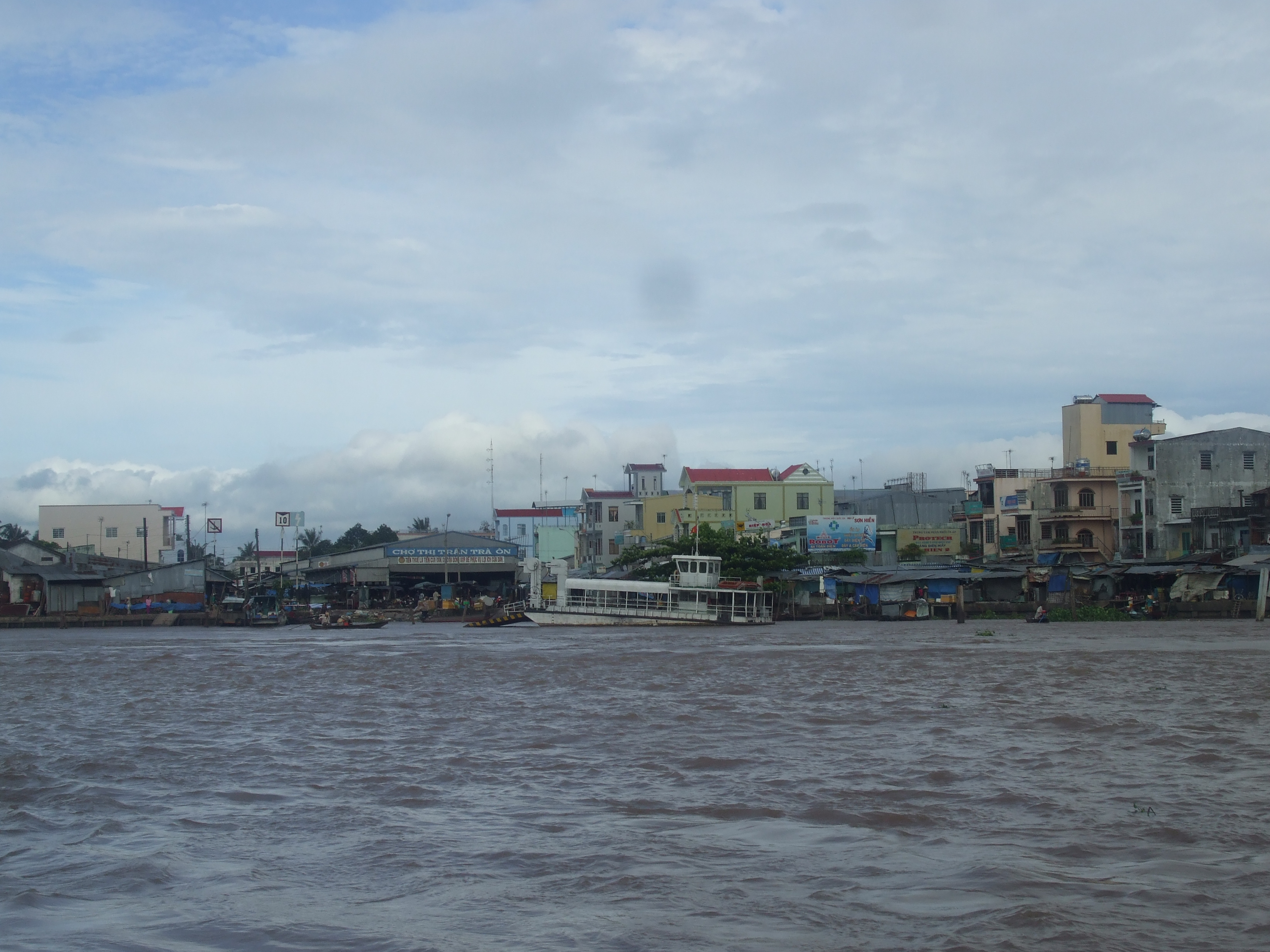
Chợ huyện Trà Ôn ở Vĩnh Long
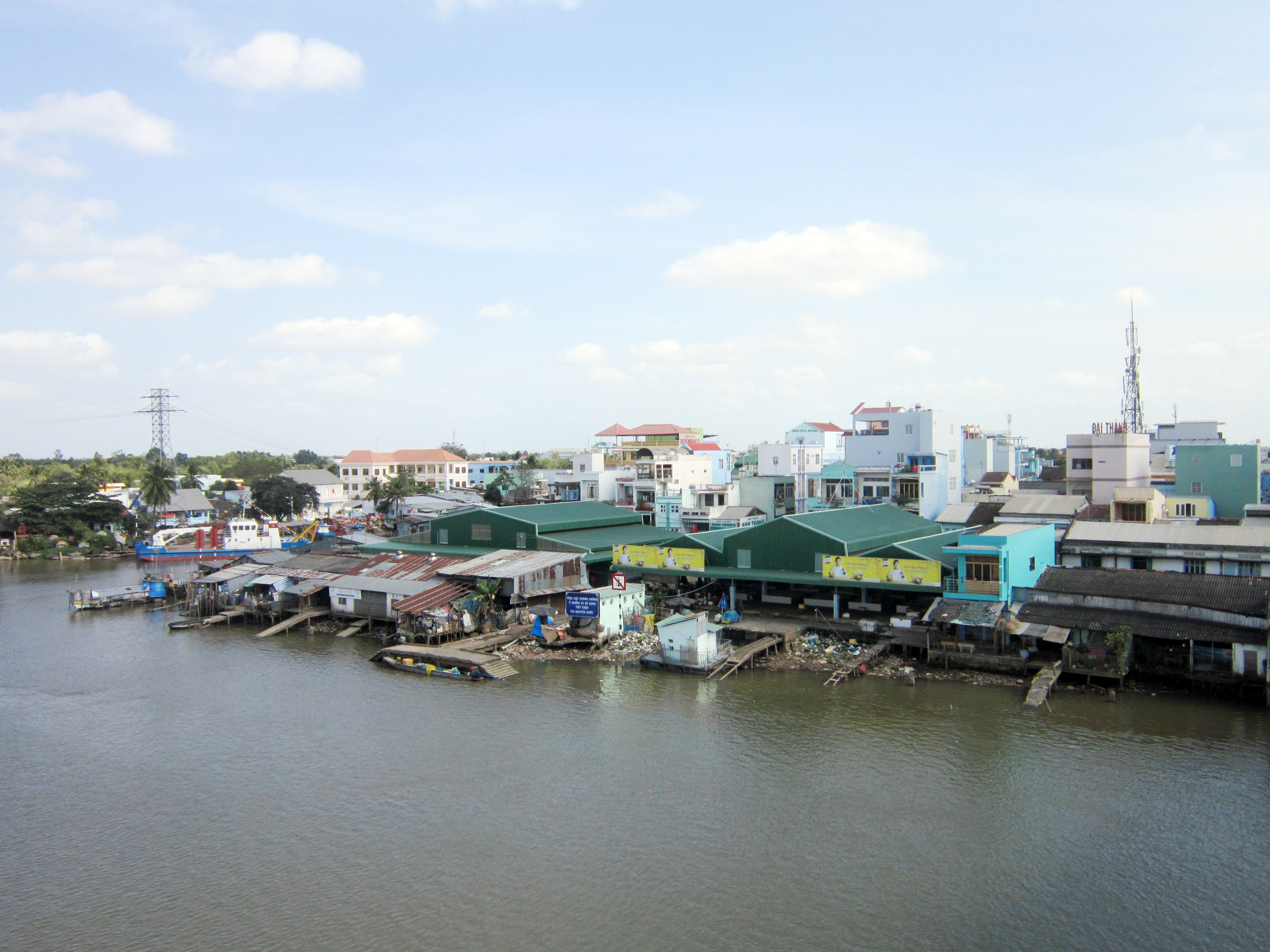
Chợ Cái Răng bên sông Cần Thơ
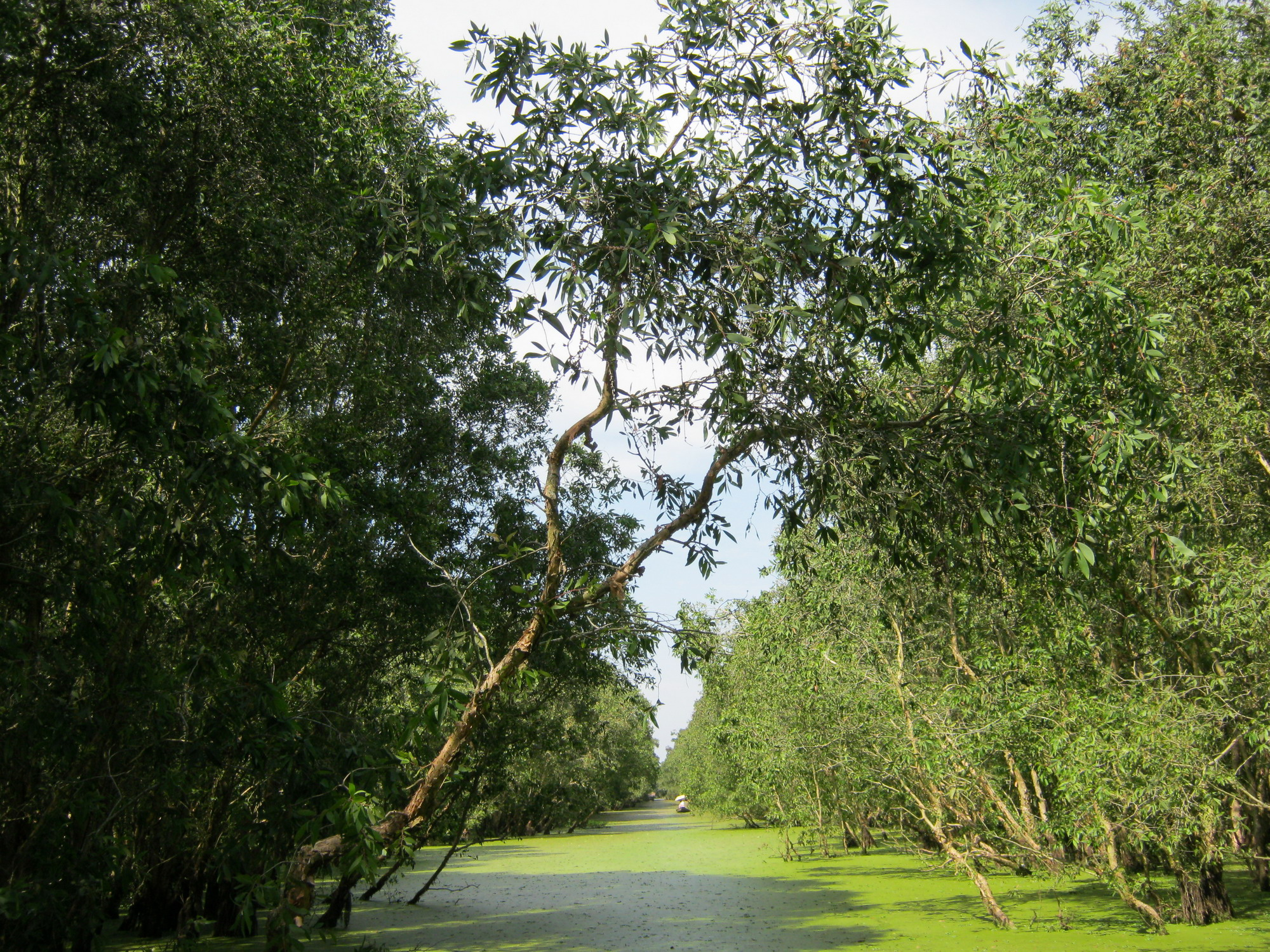
Rừng Trà Sư thuộc Tịnh Biên, An Giang.
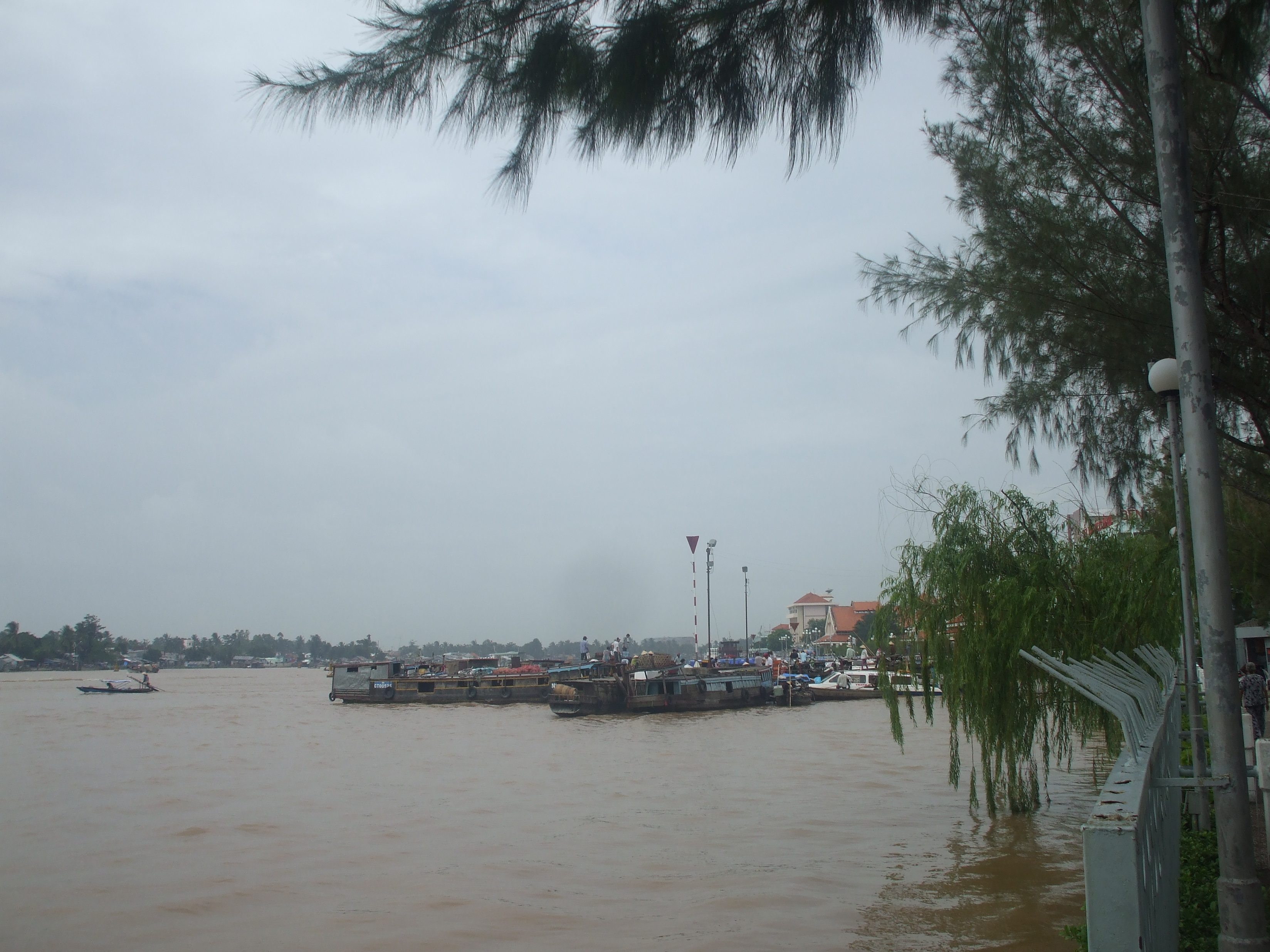
Bến Ninh Kiều tại thành phố Cần Thơ
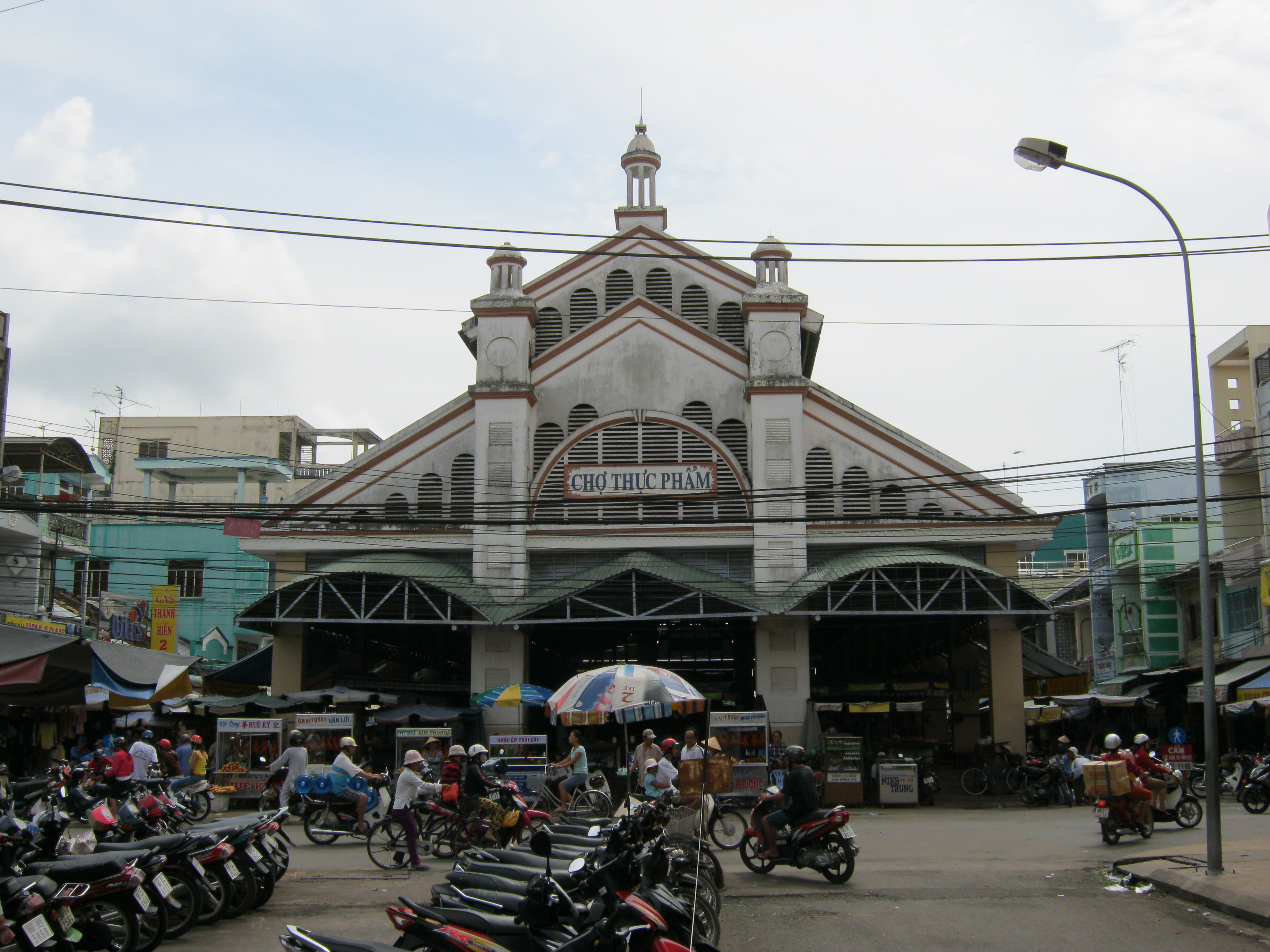
Chợ Sa Đéc
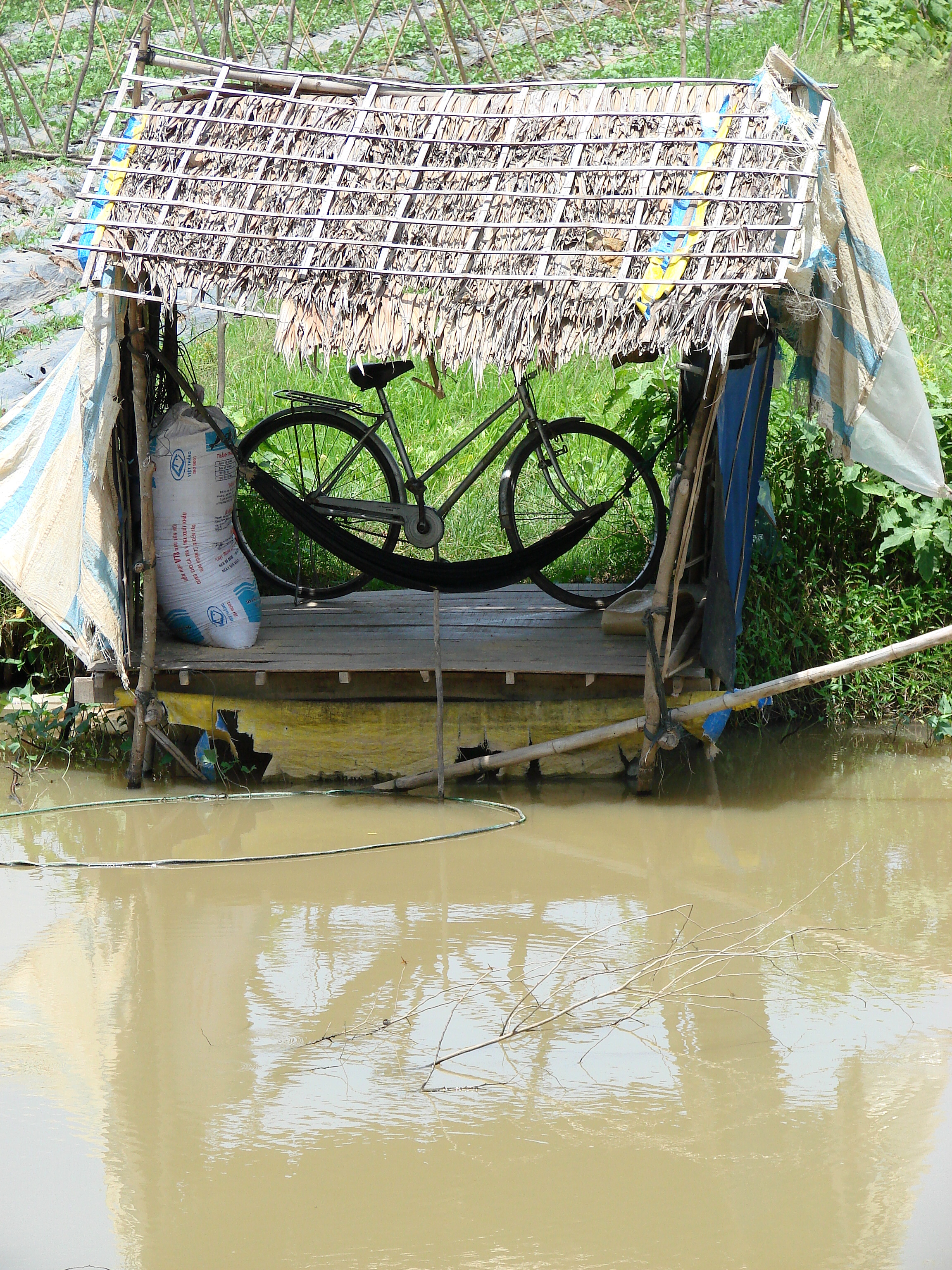
Lều coi cá của người dân ở Nam Bộ
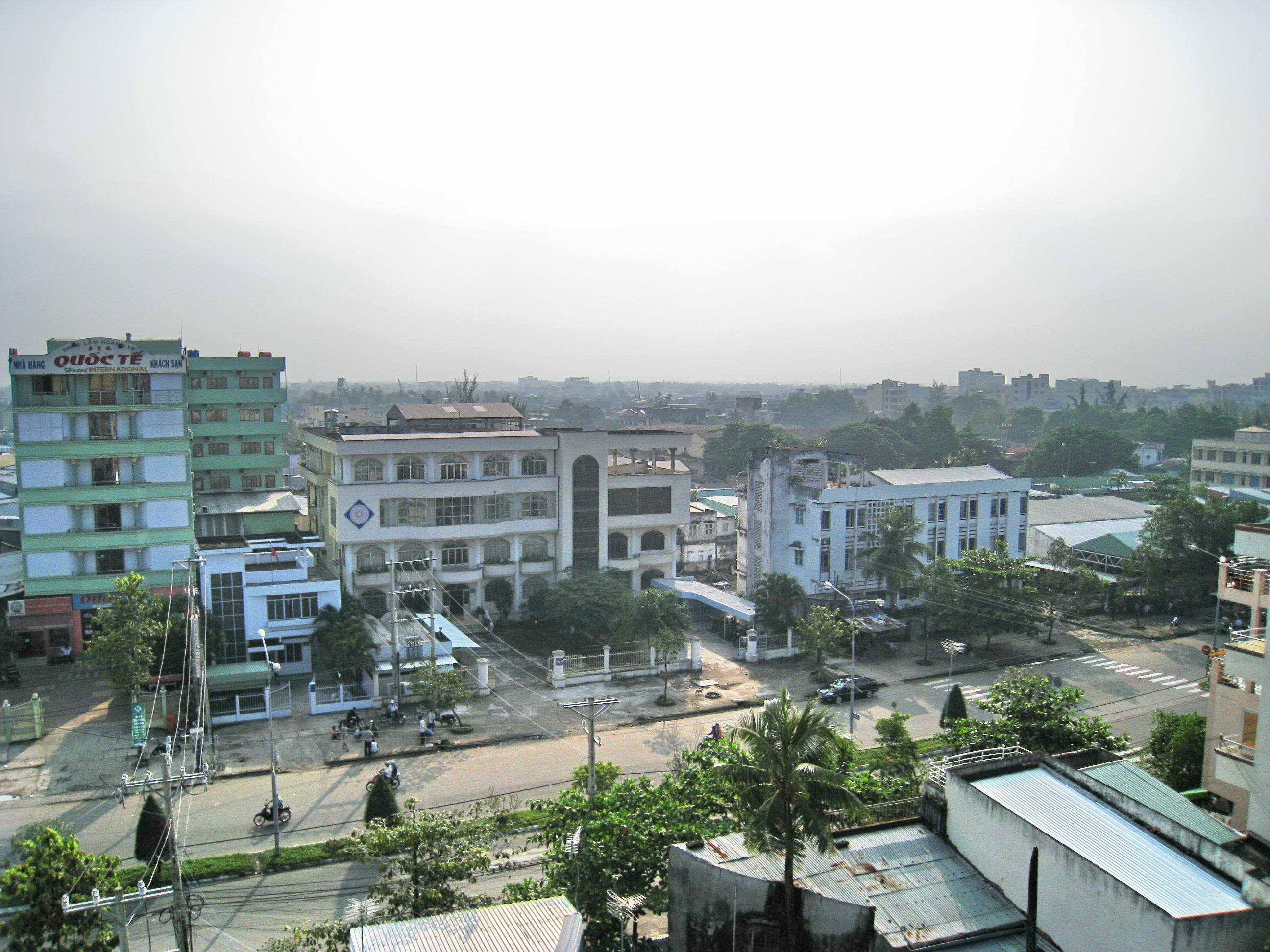
Trung tâm thành phố Cà Mau
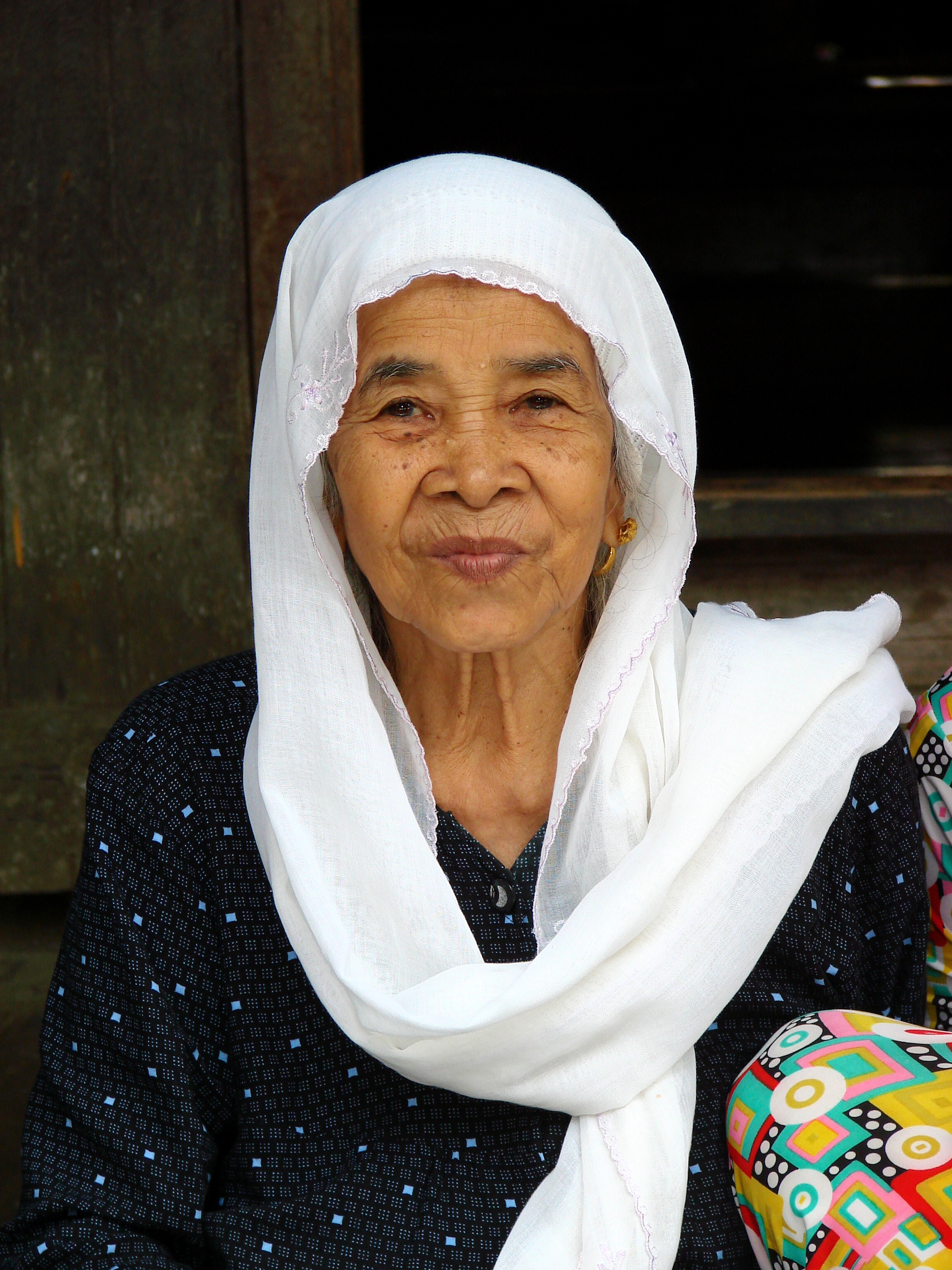
Người phụ nữ dân tộc Chăm ở An Giang
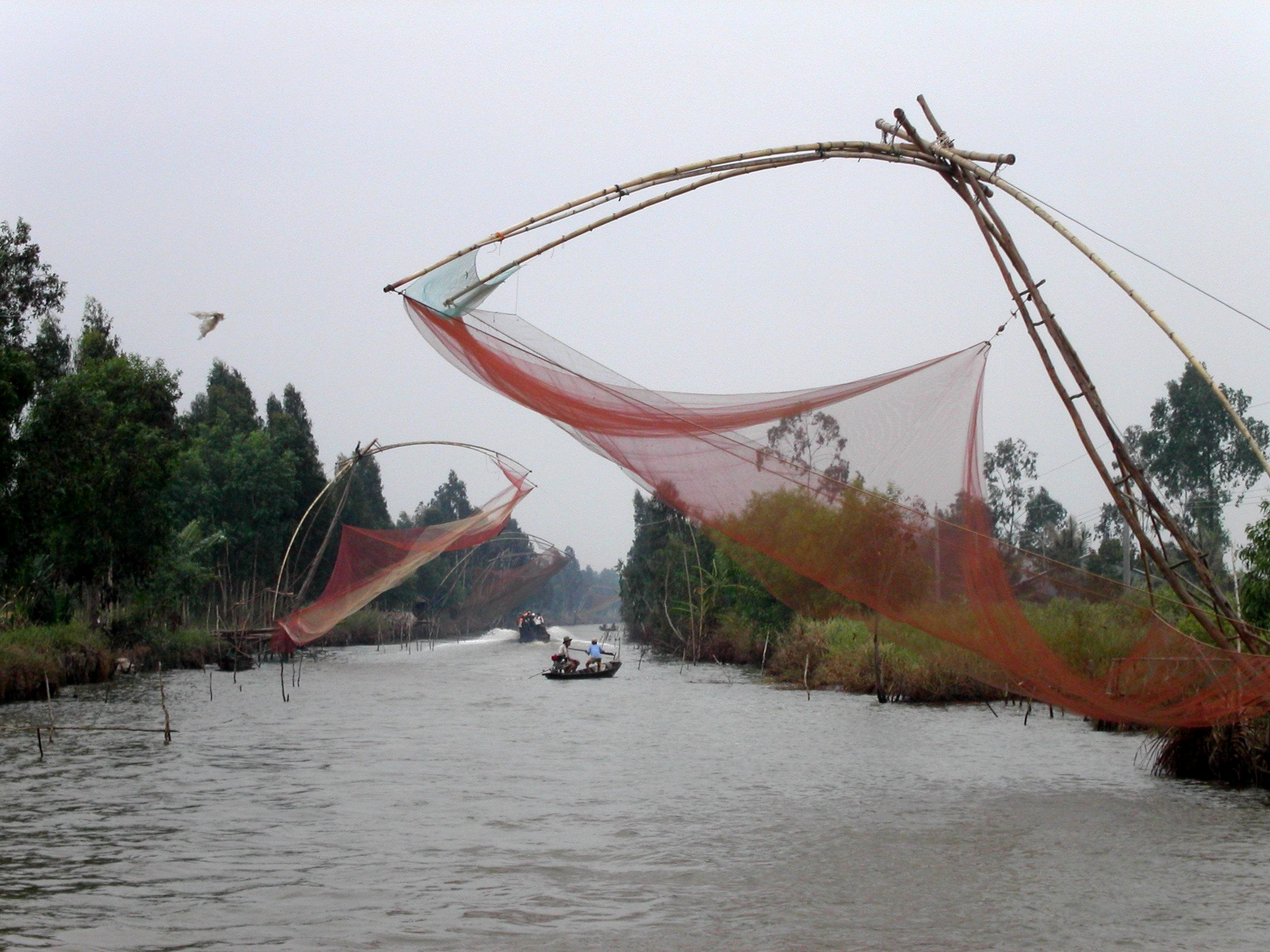
Vó bắt cá, tôm ở Nam Bộ.
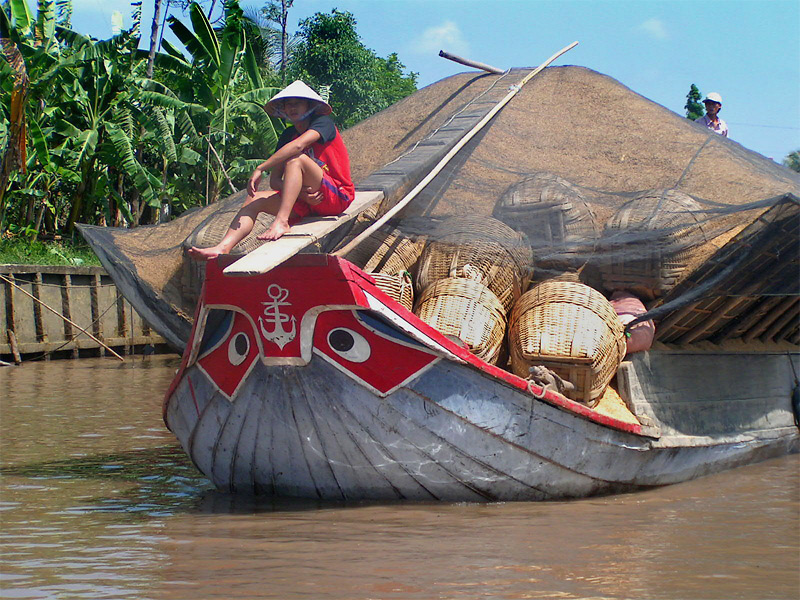
Ghe chở trấu trên sông địa phận tỉnh Vĩnh Long